# Skate 2
Skate 2 – komputerowa gra sportowa stworzona przez EA Black Box (obecnie EA Canada) i wydana przez Electronic Arts w styczniu 2009 roku na konsole PlayStation 3 i Xbox 360. Gra jest kolejną odsłoną cyklu, na który składały się wydana w 2007 na konsole Xbox 360 i PlayStation 3 gra Skate oraz wydana w 2008 roku Skate It na Nintendo DS, Wii i iOS. Tematyką gry Skate 2 jest skateboarding.
Gracz kieruje tą samą osobą, którą kierował w grze Skate. Akcja gry toczy się 5 lat po wydarzeniach z pierwszej części i opowiada o powrocie głównego bohatera do New San Vanelona. Miasto jest zupełnie zmienione z powodu trzęsienia ziemi, które je nawiedziły.